# Софія Вітовтівна
Софі́я Віто́втівна (1371 — 15 червня 1453) — княгиня, дружина князя московського Василія I (в 1390—1425 роках). Дочка великого князя литовського Вітовта Кейстутовича. У малолітство сина — Василія II управляла князівством. Активно брала участь у боротьбі проти удільних князів. У 1451 році керувала обороною Москви від навали татар.

## Ранні роки
Софі́я Віто́втівна була дочкою Вітовта Кейстутовича, згодом великого князя литовського, та його другої дружини Анни Святославни Смоленської, і народилася близько 1371 року, очевидно в Троках, де спочатку після шлюбу (а він був близько 1370 року) жила її мати; про дитинство відомостей збереглося мало. Її раннє дитинство було щасливим. У Литві верховну князівську владу ділили брати Ольгерд і Кейстут, її дід. У той час Вітовт і його двоюрідний брат Ягайло являли зразок святої дружби. Софія жила в дідових Старих Троках, у батьківському Городненському замку. Бабка Біруте, дружина Кейстута, дуже любила першу внучку.
Після смерті князя Ольгерда почалась трагічна сторінка в житті Великого князівства, і у долі Софії (в 10 років вона пережила смерть діда (в темниці Кревського замку його задушили за наказом Ягайла) і баби (челядники Ягайла втопили в Мухівці біля Брестської фортеці)). Її батько Вітовт опинився в тій же замковій тюремній камері, де був убитий Кейстут. Софія з матір'ю приїжджала до нього у Крево, і ходила провідувати в кам'яне підземелля, знаючи план втечі батька з в'язниці. Коли батькові вдалося втекти із замку, почалися поневіряння сім'ї. Софії випало жити з матір'ю в німецькому полоні в ролі заручників. Тут Вітовт вимушено хрестився в «німецьку віру», щоб отримати підтримку для боротьби з Ягайлом.
У 12 років була свідком таємних розмов батька з матір'ю, їх планів, їх багаторічного ризику, необхідного, щоб повернути владу і собі, і тим людям, які їм довіряли. У 1384 році Ягайло перед Кревською унією таємно запропонував Вітовту помиритися і повернув йому Гродненський, Брестський і Луцький уділи. Випала нагода втекти з німецького полону. Але на батьківщині їх теж чекала трагедія. У 1386 році в Мстиславській битві смолян з військом Ягайла був убитий смоленський князь Святослав Іванович, батько княгині Анни і дід княжни Софії. Драматична доля чекала її рідних дядьків Гліба та Юрія.
У 1386 році вона була заручена з 19-річним Василієм Дмитровичем Донським, коли той, коли втік з Орди, пробирався через Молдову і Литву в Москву. Деякі літописці вказують, що ніби Вітовт примусив Василя Дмитровича дати слово одружитися з його донькою, як плата за допомогу після втечі. Їм тоді було по 15 років і це так, що при всіх політичних розрахунках навколо цього шлюбу, Вітовт, не кривлячи душею, віддавав свою дочку по любові, що в той вік представляло крайню рідкість. Ймовірно, литовські князі заважали Вітовту влаштувати долю дочки. «У мене була дочка, дівчина, скаржився він згодом, і над нею я не мав ніякої влади; були женихи, які просили її руки, але я не міг видати її, за кого хотів: вони (Ягайло і Свидригайло, двоюрідні брати Вітовта) забороняли мені і говорили, що я не повинен її видавати, і боялися, що через неї у мене будуть нові друзі», вони, між іншим, перехоплювали і листування Вітовта.

## Одруження

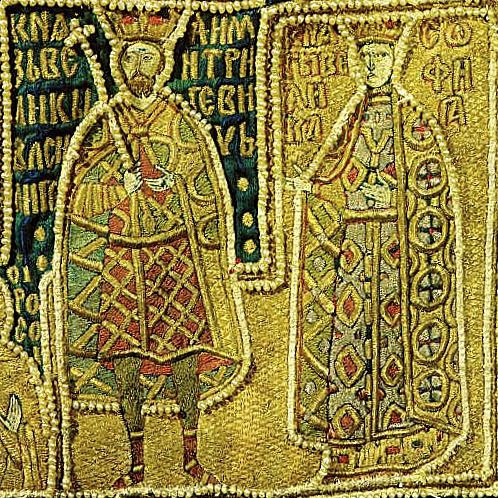
Василь I і Софія Вітовтівна (зображення на Великому саккосі митрополита Фотія)

У 1390 році Василій Дмитрович, ставши по смерті батька великим князем московським, стримав своє слово: з благословення митрополита і за порадою своєї матері послав у Литву трьох бояр: Олександра Поля, Андрія Белеута і Селівана за нареченою. Восени того ж року посольство прибуло до Пруссії, у м. Марбін (Марієнбург), де в той час під заступництвом ордена жила сім'я Вітовта. Незабаром же княжна Софія була відправлена з ними в Москву, крім вищевказаних осіб її супроводжував ще князь Іван Ольгимонтович Гольшанський. Шлях їх лежав із Данциг морем до Риги, а далі — через Псков і Новгород. До Москви Софія прибула («з — за моря від німець», за висловом літописця) 1 грудня (а за іншими даними 30 грудня) 1390 року і була зустрінута з великим пошаною: митрополит Кипріян і духовенство вийшли за стіни міста зі святими хрестами в руках і тут вітали свою майбутню Государиню. 9 січня 1391 відбулось вінчання в соборній церкві тим же митрополитом Кіпріаном. Залишився портрет Софії, вишитий шовком, золотом і перлами на саккосі митрополита Фотія. Княгиня Софія зображена тут дуже вродливою молодою жінкою на весь зріст, в розкішному княжому вбранні. На думку Ровінського, всі такі портрети оброблялися «по іконному», без найменшого натяку на натуру. Як батьківське благословення до Москви з Литви була привезена ікона Пресвятої Богородиці «Благодатне небо».

## Родинні зв'язки

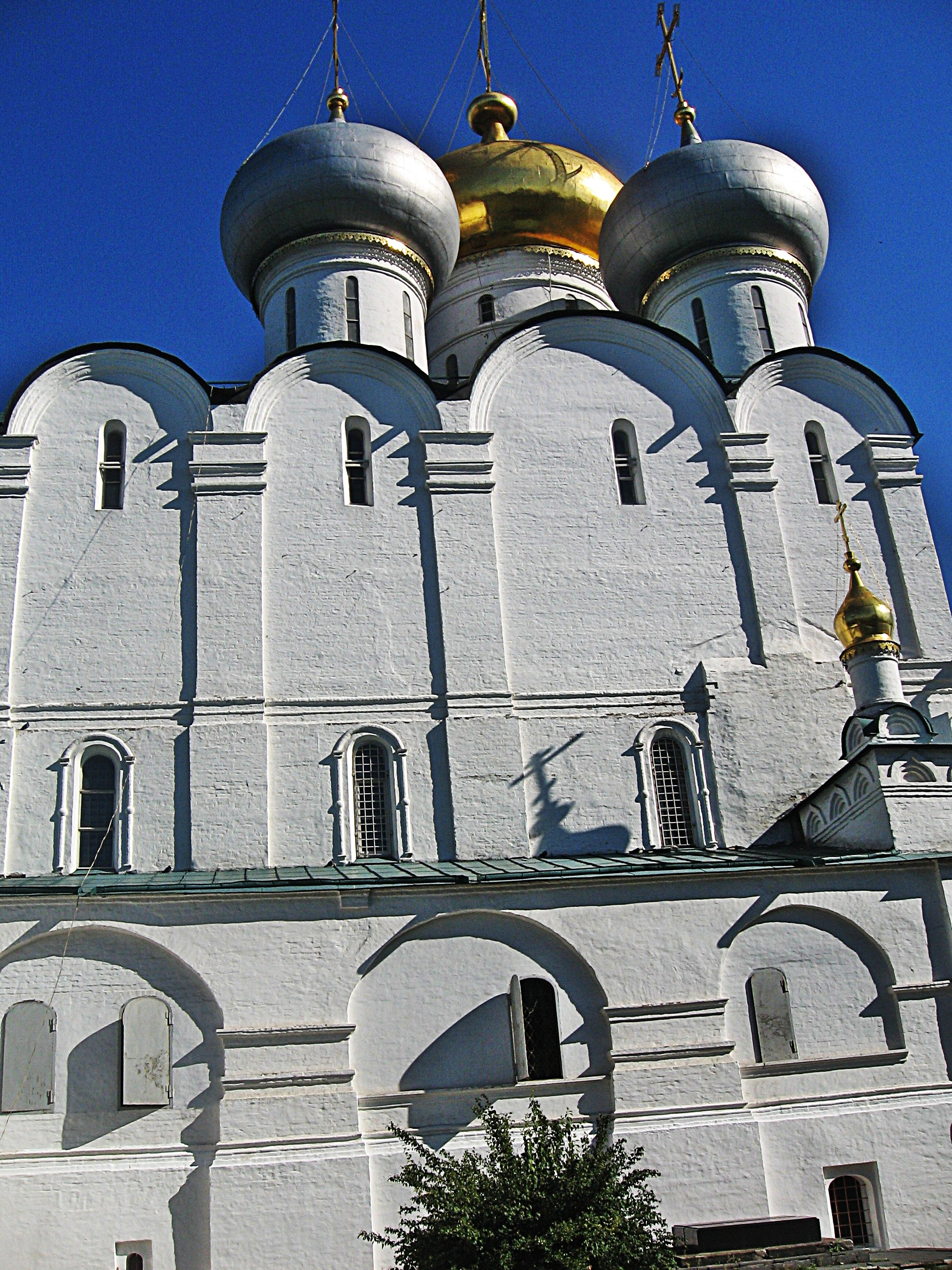
Новодівичий монастир

Завдяки шлюбові з Софією і, можливо, значною мірою під її впливом між Вітовтом і Василем Дмитровичем зав'язалися дружні стосунки, які довго не переривалися. Збереглося звістка, нібито ще в 1393 році великий князь Василь Дмитрович і Софія їздили в Смоленськ до Вітовта («на повіданье»). В числі інших подарунків Вітовт вручив Софії ікону Смоленської Пресвятої Богородиці Одигітрії (Путівниці). В честь цієї події пізніше Іваном ІІІ було збудовано Новодівичий монастир. У 1396 році навесні, за два тижні до Великодня, Василь Дмитрович їздив до свого тестя в Смоленськ разом з митрополитом Кіпріаном, був зустрінутий Вітовтом дуже радо і святкував там Великдень. Восени того ж року сам Вітовт після рязанського походу відвідав зятя в Коломні і пробув тут декілька днів. Велика княгиня Софія по приїзді в Москву підтримувала зв'язки з батьківщиною і своїми близькими і неодноразово їздила гостювати до батька і матері. Так в 1398 році (або в 1399) вона вирушила з дітьми в Смоленськ, пробула там у батька і матері два тижні і поїхала додому, отримавши багаті подарунки, серед яких особливо виділялися святі ікони «дивні зело обкладені златом і сріблом», і частина пристрастей Спасових. У 1414 році в одному замку по Німану знаменитий мандрівник того часу Гільберг де-Лануа відвідав Вітовта і зустрів тут велику княгиню Московську Софію, яка гостювала у батьків разом з дочкою Анною. В 1423 році княгиня Софія знову їздила до Смоленська зі своїм малолітнім сином Василем. Разом з ним вона відвідала батька ще раз в 1427 році.

## Смерть чоловіка та заповіт
У 1415 році Софія дуже захворіла і лежала при смерті перед народження сина Василя, але потім швидко поправилася і надовго пережила свого чоловіка. У 1425 році вона стала вдовою: 27 лютого Василь Дмитрович помер. Велика княгиня, за заповітом свого чоловіка, отримала досить великі і багаті волості: деякі з них «в опрішніну», але більшу частину в довічне володіння. Ці волості давали княгині значний дохід, так що вона могла до своїх володінь докуповувати нові села і села, якими вже розпоряджалася по своїй особистій волі. Від Василя Дмитровича збереглися три духовні грамоти: в першій, від 1406 року, велика княгиня Софія Вітовтівна отримала частку з коломенських волостей, з московських сіл, старовинні волості, що здавна були за княгинею, які й повинні були перейти до неї по смерті Василя Дмитровича, а згодом їх слід було передати майбутній невістці; «в опрішніну» віддавалися тільки два села, Богородицьке та Олексінське. За другою духовною грамотою, від 1423, волості були дещо змінені; частка княгині збільшена, «в опрішніну» були віддані інші села: Гжеля і село Селіцинське. Третя духовна, від 1424 року, повторює другу без яких-небудь істотних змін. Наприкінці духовної грамоти було сказано:
|  | «A приказываю сына своего князя Василия и свою княгиню и свои дети своему брату и тестю великому князю Витовту, как ми рекл на Бозе да на нем... и своей братье молодшей». |

Збереглася звістка (у Герберштейна), нібито Василь Дмитрович, підозрюючи дружину свою Анастасію (Софію) в невірності, заповідав велике князювання не синові Василю, а братові Юрію, а проте це повідомлення — казка, вигадана і розказана Герберштейну людьми, озлобленими на нащадків Василя Темного

## Діяльність княгині
Історики зображають Софію жінкою з твердим характером, розумною, гордою і енергійною. Велика княгиня Софія, по смерті чоловіка, при малолітстві сина, спадкоємця престолу, залишилася на чолі правління московського князівства, з цього часу для неї відкривається широке поле державної діяльності. Як тільки помер Василь Дмитрович, вона скликає бояр і сановників і переконує їх міцно стояти за її сина Василя, а потім звернулася до батька, просячи у нього захисту і заступництва. Про це говорить і сам Вітовт: 15 серпня 1427 він писав великому магістру Ордена, що до нього приїхала дочка, велика княгиня московська, яка з сином і великим князівством своїм, з землями і людьми подалася в його опіку і оберіг. Все це було тому необхідним, що Юрій Дмитрович, князь Звенигородський, дядько малолітнього Василя Васильовича, був серйозним суперником на великокняжий стіл. З ним довелося витримати вперту боротьбу, в якій на долю Софії Вітовтівні випала досить помітна роль.
У 1430 році помер батько її Вітовт, який підтримував дочку й онука. Ця обставина давала більший простір політиці князя Юрія Дмитровича. У 1431 році він змагався в Орді з племінником Василем через ярлик на велике князювання Московське. Софія Вітовтівна переманила на сторону сина московських бояр, які і самі чудово розуміли вигоду свого становища при князювання Василя, а тому стояли горою за останнього. Боротьбі за владу Василя багато сприяв боярин Іван Дмитрович Всеволожський, який на той час був на чолі московського боярства. Він, завдяки розуму, спритності і лестощів, зумів, незважаючи на сильну протидію князя Юрія, виклопотати Василю ярлик на велике князювання. Діяв Всеволожський не безкорисливо: він взяв із Василя обіцянку в тому, що Василь одружиться з його донькою. Однак Софія знайшла такий шлюб абсолютно невигідним і в жодному разі не погоджувалася на це і наполягла на тому, щоб син одружився з княжною Марією Ярославною, внучкою Володимира Андрійовича Хороброго.

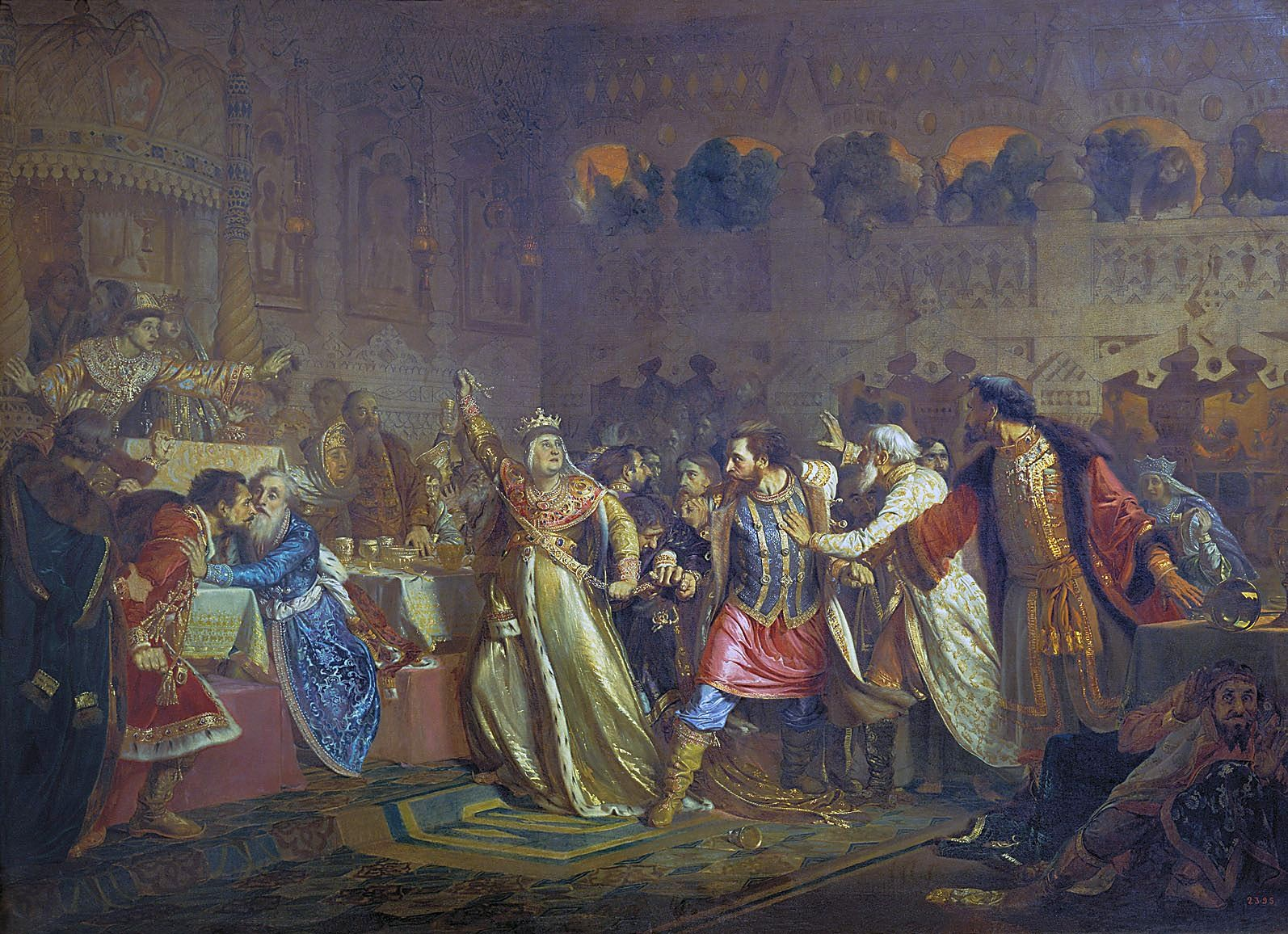
Велика княгиня Софія Вітовтівна на весіллі великого князя Василія Темного П. Чистяков, 1861

8 лютого 1433 в урочистій обстановці відбулось весілля великого князя Василя Васильовича. На нього приїхали і двоюрідні брати Василя: Дмитро Шемяка і Василь (Косий) Юрійович. Тут розігралася історія з дорогоцінним поясом, яка і послужила найближчим приводом до страшної міжусобиці. На Василя Юрійовича був надітий чудовий золотий пояс на ланцюгах, обсипаний дорогоцінним камінням. Цей пояс мав свою цікаву історію: він був подарований Дмитрієм Костянтиновичем, суздальським князем, Дмитрію Донському в той час, коли останній був заручений з його дочкою Євдокією. Під час весілля (в 1367 році) тисяцький Василь Вельямінов підмінив дорогий пояс, поклавши замість нього інший, який по цінності значно поступався першому, і віддав його своєму синові Миколі, з яким була одружена Марія, старша дочка того ж Дмитрія Костянтиновича Суздальського. Пояс цей Микола віддав у придане Івану Дмитровичу Всеволозькому, який одружився з його дочкою, а Іван Дмитрович спочатку віддав його своїй дочці, виданій за князя Андрія, сина Володимира Андрійовича, а згодом, по смерті Андрія Володимировича, пояс був подарований Василю Юрійовичу, нареченим нареченому дочки князя Андрія, внучки Всеволожського. Василь Косий красувався в ньому на весільному великокнязівському бенкеті. Але намісник ростовський Петро Костянтинович, розглядаючи пояс, впізнав його і розповів його історію великій княгині. Софія Вітовтівна, вважаючи пояс за родову власність, яка перейшла в чужі руки за допомогою шахрайської витівки, власноруч зняла його з Василя Юрійовича і взяла собі. Племінники, ображені такою витівкою великої княгині, негайно ж залишили весільне торжество, і незабаром почалася тривала і кривава війна.
У тому ж 1433 році, після поразки Василя III, Софія змушена була тікати з Москви разом з сином і невісткою до Твері, а потім в Кострому. Але за тим Юрій добровільно віддав Василю III Москву, і вони в неї повернулися. Проте вже в наступному 1434 Юрій Дмитрович і його сини з великим військом нагрянули на Москву; через тиждень Москва здалася, і велика княгиня Софія потрапила в полон і була відіслана в Звенигород. Проте, Василь III, по смерті дядька Юрія, знову утвердився на велике князювання Московське і уклав з двоюрідними братами мирний договір; тоді Софія знову повернулася в Москву.
У 1440 році княгиня їздила в Переяславль разом з боярами і дворянами. У 1444 році (або 1445) в Москві сталася велика пожежа: майже все місто вигоріло, не залишилося ні однієї дерев'яної, навіть кам'яні будівлі і церкви — і ті потріскалися. Велика княгиня Софія з усім домом, боярами і двором змушена була виїхати в Ростов за іншими даними: вона попрямувала до Твері, але по дорозі зустрілася з Дмитрієм Шемякою, який і повернув її назад від річки Дубни.

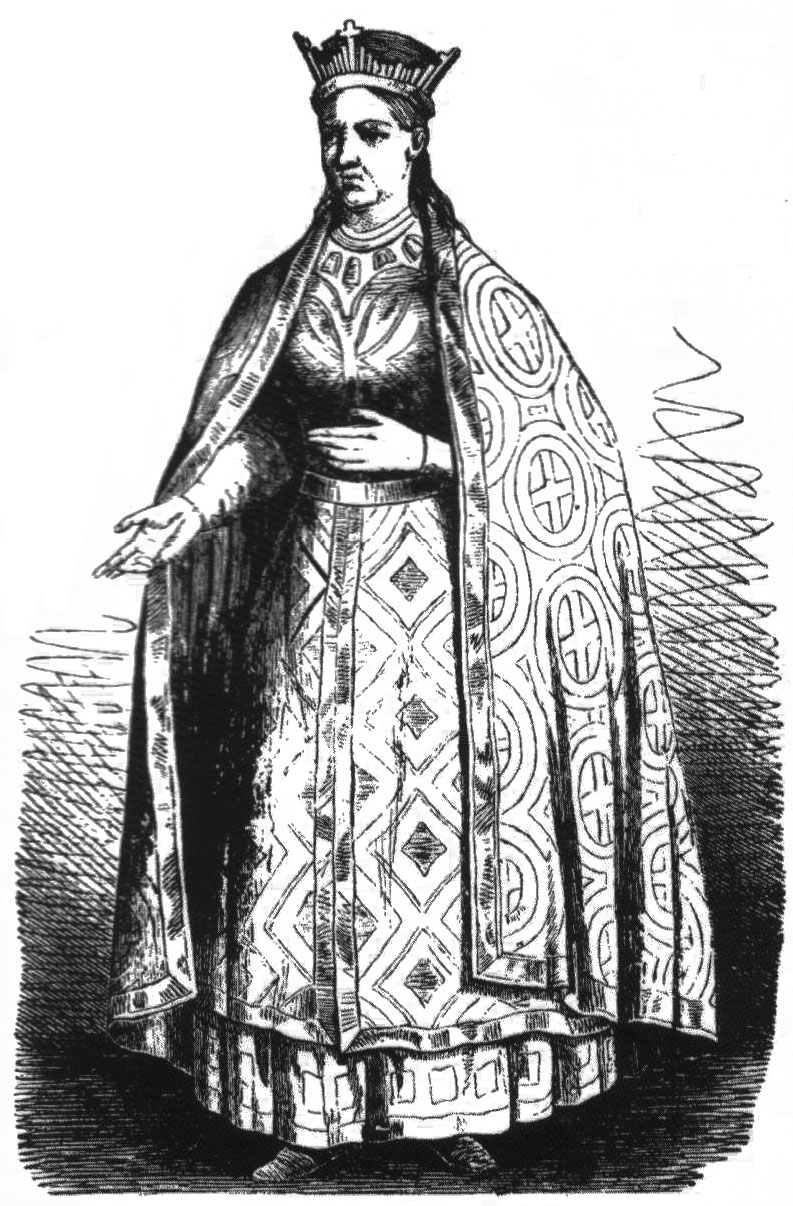
Софія Вітовтівна

12 лютого 1446 року, під час відсутності великого князя Василя Васильовича, коли він їздив у Троїцько-Сергієвський монастир на прощу, Шемяка разом з Іоанном, князем Можайським, несподівано вночі напав на Москву і заволодів нею: Софія вдруге потрапила в полон. Через чотири дні (16 лютого 1446) був захоплений великий князь Василь II, взятий під варту і осліплений, а Софія була заслана в Чухлому. Незабаром, однак, Василю II вдалося втекти, на його бік перейшла Москва, і він як і раніше зайняв великокняжий стіл, а Шемяка був вигнаний: він пішов у Галич, потім в Чухлому, а звідти, захопивши з собою княгиню Софію, в Каргополь.
В лютому 1447 року Василь Васильович послав до нього боярина Василя Феодоровича Кутузова зі словами: «яка тобі честь і хвала тримати в полоні мою матір, а свою тітку, чи ти хочеш цим помститися мені? Адже я тепер сиджу на своєму великокнязівському столі».
Шемяка, порадившись з боярами, відпустив Софію в Москву в супроводі знатного боярина Михайла Сабурова. Всього в полоні велика княгиня пробула рівно рік. Великий князь Василь II виїхав на зустріч матері в Троїцько-Сергієвський монастир. Тут вони і зустрілися, а звідси Софія разом з сином поїхала в Переяславль.
Після цих випробувань Софія продовжувала брати участь у справах московської держави. У 1451 році вона залишалася при облозі Москви і захищала місто від нападу татарського царевича Мазовші, а коли татари пішли від Москви, вона сповістила про це великого князя Василя, який на той час був за Волгою.

## Меценатська діяльність
Софія Вітовтівна неодноразово брала участь в закладці церков і монастирів. Вона хотіла закінчити будівництво Вознесенського собору в Кремлі, розпочате ще великою княгинею Євдокією, дружиною Дмитрія Донського. Але при ній будівництво було доведено до увінчання куполами.

## Заповіт та смерть
Незадовго до кінця життя Софія Вітовтівна купила село Воробйове у місцевого священика, якого в народі прозвали Вороб'єм, що знаходилось в околицях Москви (на Воробйових горах), яке завдяки їй стало вважатися палацовою — великокнязівською, а потім і царською літньою резиденцією. Померла Софія (у чернецтві Євфросинія в схимі синклітки) в глибокій старості (близько 82 років від народження) 15 червня 1453 і похована в московському Вознесенському жіночому монастирі.
По смерті її залишилися багаті волості; у Софії і в Москві був власний двір за містом на Ваганьково. У її великому заповіті перераховуються 52 села, якими, за винятком 6, вона розпорядилася по своїй особистій волі, роздавши їх своєму синові Василю Васильовичу, невістці — великій княгині Марії Ярославні, внукам, їх синам — Іванові, Юрію, Андрію і Борису, і княгині Євфросинії, більше всіх був нагороджений улюблений онук її — Юрій.
З 1929 року її останки знаходяться в Архангельському соборі. У 2002 році виконана антропологічна реконструкція її обличчя за черепом.

## Діти
У Софії народилися діти (за Хмировим — у неї було п'ять синів і чотири дочки, але імена їх не вказані): Юрій (1395 рік — помер в 1400), Іоанн (1396 рік — помер в 1417), Симеон (в 1405 рік — в тому ж році і помер), Василь (10 березня 1415 рік — помер в 1462), Анна і Василина. Отже, троє синів померли ще за життя батьків у дитячому та юнацькому віці, і лишився в живих тільки Василь, який згодом став великим князем московським; дочка Анна в 1411 році була видана за візантійського імператора Іоанна Палеолога, але незабаром після шлюбу (через 3 роки) померла від морової пошесті.